# Karolína Plíšková
Karolína Plíšková (født 21. marts 1992 i Louny, Tjekkiet) er en tjekkisk tennisspiller.
Karolína, der er bosiddende i Monte Carlo, Monaco, hører til i toppen af verdens tennisspillere. Hun begyndte allerede som 4-årig at interessere sig for tennis. Hun spiller for og træner i tennisklubben Sparta Praha Tennis Club.
Som træner har hun David Kotyza, og som fitness-trænere har hun Martin Nosko og Ivan Trebaticka.